# Avram Iancu, Botoșani
Avram Iancu este un sat în comuna Coțușca din județul Botoșani, Moldova, România.